# Трівені-Санґам

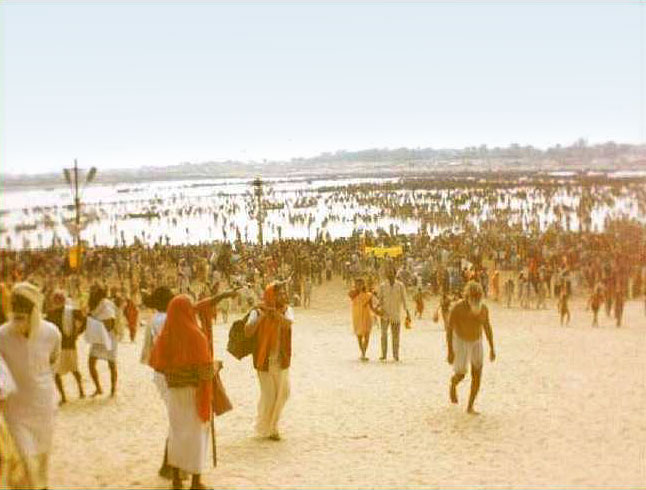
Кумбха-Мела на Трівені-Санґам

Санґам (він санскрит संगम — «злиття»)  — місце злиття трьох річок: Гангу, Ямуни і легендарної Сарасваті біля міста Аллахабад, Індія.
Глибока Ямуна з прозорими водами впадає тут до дрібного замуленого Гангу, що несе свої води з Гімалаїв на південь у Бенгальську затоку. В індуїзмі вважається, що в точці їх з'єднання з-під землі виходить на поверхню третя річка — Сарасваті. Місце злиття цих трьох річок є священним для індусів. Вважається, що купання в Санґамі в особливі дні під час Кумбх Мели, "свята глеків", фестивалю, що відбувається тут раз в 12 років, змиває гріхи і звільняє людину від циклу народжень. 
Вважається, що під час Кумбх Мели в особливі години суміш вод Гангу, Ямуни і Сарасваті утворює нектар безсмертя - амріту.
У багатьох напрямках йоги Трівені сангам символізує також аджна-чакру, місце з'єднання трьох основних "енергетичних каналів" тіла.